# Charles Henry Webb

Charles Henry Webb

Charles Henry Webb (geboren am 24. Januar 1834 in Rouse's Point, New York; gestorben am 24. Mai 1905 in New York) war ein amerikanischer Erfinder, Schriftsteller, Journalist und Verleger. Er veröffentlichte auch unter den Pseudonymen John Paul und Inigo.

## Leben
Er besuchte die Schule seiner Heimatstadt Rouse's Point, zog aber schon mit 17 Jahren nach New York, heuerte schließlich auf einem Walfangschiff an und verbrachte die nächsten drei Jahre auf See; den Entschluss hierzu fasste er unter dem Eindruck der Lektüre von Herman Melvilles Moby Dick, wie Arthur Stedman im Vorwort seiner 1892er Ausgabe des Romans berichtet. Bei seiner Rückkehr 1855 stellte Webb fest, dass seine Familie in der Zwischenzeit nach Illinois verzogen war und folgte ihnen in den Mittleren Westen, wo er sich in den nächsten Jahren als Geschäftsmann profilierte und unter anderem durch den Weizenhandel ein kommodes Einkommen erwarb. 1860 zog er wiederum nach New York,  arbeitete als Journalist für die New York Times, für die er auch als Kriegsberichterstatter von den Schlachtfeldern des Amerikanischen Bürgerkriegs berichtete, unter anderem von der Schlacht von Cross Keys. Im Bierkeller von Charles Pfaff, dem Treffpunkt der literarischen Bohème New Yorks, war er ein häufiger Gast.
1863 siedelte er nach Kalifornien über und wurde neben Bret Harte bald eine der führenden Gestalten des Presse- und Literaturbetriebs von San Francisco.  Zunächst schrieb er dort für die Tageszeitung San Francisco Evenening Bulletin und unter dem Pseudonym Inigo humoristische Beiträge für die Zeitschrift Golden Era. 1864 gründete er mit Harte die literarische Wochenzeitschrift The Californian. Dieses Blatt ist für die amerikanische Literaturgeschichte von Bedeutung, da es 1864/65 die ersten Geschichten Mark Twains druckte, der 1864 ebenfalls von New York nach Kalifornien gezogen war. Webb firmierte nach seiner Rückkehr nach New York 1866 unter seinem Pseudonym John Paul auch als Herausgeber von Twains erstem  Kurzgeschichtenband The Celebrated Jumping Frog, And Other Sketches (1867). Twain beklagte sich allerdings nach der Veröffentlichung, Webb habe ihn nicht nur um die Erlöse geprellt, sondern die Ausgabe auch schlampig redigiert.
Als Schriftsteller profilierte sich Webb als vor allem als Satiriker. Zunächst veröffentlichte er Parodien von zeitgenössischen Bestsellern. 1865 brachte er noch in San Francisco unter dem Titel Arrah-na-Poke eine Parodie auf Dion Boucicaults Arrah-na-pogue auf die Theaterbühne, 1867 veröffentlichte er dann Liffith Lank, or Lunacy, eine Parodie von Charles Reades Griffith Gaunt in Romanlänge, und 1868 nahm er in St. Twelmo, or the Cuneiform Cyclopedist of Chattanooga die gestelzte Gelehrsamkeit von Augusta Jane Evans’ Schmonzette St. Elmo aufs Korn. Die gelehrte Diktion der Protagonistin Etna Early (in Evans Original noch Edna Earl) führt der Autor darin auf den Umstand zurückführt, dass diese in ihrer Kindheit ein ungekürztes Wörterbuch verschluckt habe. In verschiedenen Zeitungen und Zeitschriften, in den 1870er Jahren wiederum als John Paul in der New York Tribune, in den Jahren vor seinem Tod dann unter seinem Klarnamen vor allem im Harper’s Magazine,  veröffentlichte er verschiedene humorige Gedichte und Prosastücke. Sein bis heute wohl bekanntestes Gedicht, Dum Vivimus Vigilemus, warnt eindringlich vor den Gefahren der Bettruhe.
Als Erfinder trat Webb als Konstrukteur von Rechenmaschinen hervor. 1868 wurde sein patentierter Webb's Adder auf dem amerikanischen Markt eingeführt, auf dem man Zahlen bis zur Summe 999 addieren konnte, 1874 patentierte er zudem ein Verfahren zur Befüllung von Gewehrpatronen.

## Werke
- Our Friend from Victoria (Drama, 1865)
- Arrah-na-Poke (Drama, 1865)
- Liffith Lank, or Lunacy (1867)
- St. Twelmo, or the Cuneiform Cyclopedist of Chattanooga (1868)
- John Paul's Book: Moral and Instructive: Consisting of Travels, Tales, Poetry, and Like Fabrications (1874)
- The Wickedest Woman in New York (1875)
- Parodies, Prose, and Verse (1876)
- Sea-Weed and what we seed: my Vacation at Long Branch and Saratoga (1876)
- Vagrom Verse (1889)
- With Lead and Line along Varying Shores: A Book of Poems (1901)